# Adorables Créatures
Pour plus de détails, voir Fiche technique et Distribution.
Adorables Créatures est un film franco-italien réalisé par Christian-Jaque en 1952.

## Synopsis
André Noblet est un charmant Don Juan. Conquis par la grâce de la jeune Catherine, il fait une fin. Ce qui ne l'empêche pas de se remémorer ses conquêtes successives : Christiane, qui n'aurait tout de même pas sacrifié à une passion son compte en banque ; Minouche, de tempérament joyeux, mais qui louchait aussi sur la fortune d'un filateur important ; Denise, grande dame de beaucoup d'allure, qui exerce un mécénat intensif pour les jeunes artistes mais s'inquiète trop de son âge et de ses méfaits. André va-t-il trouver le calme ? Peut-être, si Catherine le permet.

## Fiche technique
- Titre Adorables Créatures
- Réalisation : Christian-Jaque
- Scénario : Charles Spaak, Jacques Companéez
- Adaptation : Charles Spaak, Christian-Jaque
- Dialogue : Charles Spaak
- Assistant réalisateur : Raymond Vilette, Mauro Morassi
- Images : Christian Matras
- Opérateur : Alain Douarinou, assisté de Ernest Bourreau
- Son : Jean Rieul
- Décors : Robert Gys, assisté de Claude Foucher
- Montage : Jacques Desagneaux, assisté de Claude Durand
- Musique : Georges Van Parys (éditions: Impéria)
- Costumes : Rosine Delamare
- E. Feuillère est habillée par Pierre Balmain, M. Carol et D. Darrieux par Jacques Heim
- Script-girl : Simone Bourdarias
- Régisseur général : Jean Mottet, Roger Descoffre
- Régisseur extérieur : Guy Maugin
- Maquillage : Carmen Brel
- Coiffure : Jean Lalaurette
- Photographe de plateau : Roger Corbeau
- Chapeaux de Svend
- Production : Sirius Films, C.V.C
- Chef de production : Jacques Roitfeld
- Directeur de production : Wladimir Roitfeld
- Tournage dans les studios Paris Studio Cinéma de Billancourt
- Genre :  Comédie
- Format :  Son mono - Noir et blanc - 1,37:1 - 35 mm
- Durée : 110 min
- Première présentation le 05/09/1952
- Dates de sortie : 
  - France : 5 septembre 1952
  - États-Unis : 10 janvier 1956 (New York)

## Distribution
- Daniel Gélin : André Noblet
- Danielle Darrieux : Christiane Bertin, une conquête d'André
- Martine Carol : Minouche, une conquête d'André
- Edwige Feuillère : Denise Aubusson, une conquête d'André
- Antonella Lualdi : Catherine, la dernière conquête d'André
- Renée Faure : Alice, la secrétaire voleuse de Denise
- Louis Seigner : Gaston Lebridel, amant d'Évelyne puis de Minouche
- Daniel Lecourtois : Jacques Bertin, le mari de Christiane
- Georges Tourreil : Étienne, ami de Jacques et mari de Françoise
- France Roche : Françoise, amie de Christiane et épouse d'Étienne
- Jean Parédès : Le maître d'hôtel à La Tour d’Argent
- Jean-Marc Tennberg : Stéphane, le musicien, amant de Denise
- Marilyn Buferd : Évelyne, l'amie de Gaston
- Georges Chamarat : Edmond, le père de Catherine
- Marie Glory : Madeleine, la mère de Catherine
- Judith Magre : Jenny, la standardiste
- Raphaël Patorni : Georges, le "monsieur", amant de Minouche
- Guy Favières : Le président du jury
- Robert Rollis : Bob, le petit copain de Catherine
- Giovanna Galletti : La directrice du journal d'André
- Josée Célia : La prostituée
- Janine Viénot : Une standardiste
- Lolita de Sylva : Marguerite, la servante de Jacques
- Colette Régis : La marquise
- Robert Seller : Le valet de chambre
- Pierre Duncan : L'employé S.N.C.F
- Franck Maurice : Un bagagiste
- Charles Bayard : Un membre du jury
- André Dalibert : Le policier
- Claude Dauphin : La voix "off"
- Jacqueline Monsigny
- Michèle Nancey
- Picolette
- Dominique Marcas